# ジャンケンポンGO!!
「ジャンケンポンGO!!」（ジャンケンポンゴー）は、2022年8月3日に発売された郷ひろみ107作目のシングル。

## 解説
デビュー50周年である2022年にリリースされた今作は、じゃんけんを題材としたエネルギッシュなギターロックチューン。ライブ・アルバム『Hiromi Go 50th Anniversary Celebration Tour 2022～Keep Singing～』と同時発売。
初回限定盤は「ジャンケンポンGO!!」のミュージック・ビデオとそのメイキング映像を収録したDVD付。また、共通特典としてプレゼント応募券が封入されている。
TikTokでは、「郷ひろみデビュー50周年記念イベント」の一環として、本曲が対象となるハッシュタグチャレンジ「#ジャンケンポンGO」が行われた。期間中に、「ジャンケンポンGO!!」の楽曲を選択して「#ジャンケンポンGO」のハッシュタグを付けた動画を投稿すると、優秀投稿者1名に「郷ひろみデビュー50周年記念イベント」の現地観賞権、3名に郷ひろみのサイン入りグッズが贈呈された。
同年に行われた第73回NHK紅白歌合戦では、「GO!GO!50周年!!SPメドレー」と題したメドレーの1曲として本曲が披露され（「男の子女の子」→「林檎殺人事件」→「GOLDFINGER'99」→本曲の順）、披露中にはデータ放送による視聴者参加型企画（じゃんけん対決）も行われた。

## 収録曲
出典：タワーレコード公式サイト
全編曲：江口亮
1. ジャンケンポンGO!!（2:57）
  - 作詞：上中丈弥　作曲：ats-
2. 約束（5:28）
  - 作詞・作曲：川江美奈子
3. ジャンケンポンGO!! -Instrumental-（2:57）
4. 約束 -Instrumental-（5:25）